# Regeringen Olaf Scholz
Regeringen Olaf Scholz var Tysklands regering fra 2021 til 2025, med forbundskansler Olaf Scholz i spidsen. 
Partierne i regeringen var fra start og indtil den 7. november 2024:
- Det socialdemokratiske parti Sozialdemokratische Partei Deutschlands (SPD) med 8 ministre inkl. kanslerposten
- Det grønne parti Bündnis 90/Die Grünen (De Grønne) med 5 ministre
- Det liberale parti Freie Demokratische Partei (FDP) med 4 ministre

Regeringen kaldes en trafiklys-regering fordi de tre partiers partifarver er henholdsvis rød, grøn og gul som i et trafiklys.
Efter det tyske forbundsvalg i 2021 indgik de tre partier en koalitionsaftale den 24. november 2021.  Scholz blev valgt som kansler af Forbundsdagen den 8. december 2021. Hans regering, som bestemt af koalitionsaftalen, blev formelt udpeget af præsident Frank-Walter Steinmeier samme dag.
SPD godkendte koalitionsaftalen med 98,8 % af stemmerne (598 ja, 7 nej og 3 som undlod at stemme) ved partiets føderale konvent den 4. december 2021.  FDP godkendte koalitionsaftalen med 92,2 % af stemmerne (535 ja, 37 nej og 8 som undlod at stemme) ved partiets føderale konvent den 5. december 2021. De Grønne godkendte aftalen den 6. december med 86 % af stemmerne (61.174 ja, 8.275 nej og 1.701 som undlod at stemme).
Efter intern uro om det tyske statsbudget afskedigede Scholz den 6. november 2024 FDP's finansminister Christian Lindner, hvilket udløste en regeringskrise i Tyskland og forventninger om nyvalg. Dagen efter, den 7. november 2024 brød regeringen sammen, da FDP trak sine ministre ud af regeringen; dog meldte transportminister Volker Wissing sig ud af FDP og beholdt sin ministerpost. Forbundsdagen afgav den 16. december 2024 et mistillidsvotum overfor Olaf Scholz. 
Den 6. maj 2025 blev regeringen afløst af Regeringen Friedrich Merz (CDU/CSU-SPD)

## Politik
I regeringsaftalen mellem de tre koalitionspartier indgår:
Klimapolitik
Tyskland skal være klimaneutralt i 2045, helt udfase kul i 2030 og i stedet satse stort på vedvarende energikilder. I 2030 skal 50 % af varmeforbruget og 80 % af elektriciteten være grøn, og der er være 15 millioner elbiler.
Digitalisering i den offentlige sektor
Det offentlige skal flytte sig fra papir til at bruge "brugervenlige og tidssvarende digitale tjenester". Også skolerne skal som standard have digitale læremidler.
Corona-håndtering
Regeringen vil indføre vaccinationspligt for udvalgte faggrupper og give 1 milliard euro i bonus til belastet plejepersonale.
EU- og udenrigspolitik
Regeringen vil arbejde for videreudvikling af EU til en forbundsstat.
Andet
Cannabis skal legaliseres, mindstelønnen skal hæves fra 9,60 euro til 12 i timen, stemmeretsalderen skal sænkes fra 18 til 16 år, 400.000 nye boliger skal bygges hvert år, og kontanthjælp skal erstattes af en borgerydelse.

## Sammensætning
Regering består af disse ministre:
| Nr. | Embede                                                             | Billede | Minister                | Parti                    | Parti | Tiltrådte        | Fratrådte        |
| --- | ------------------------------------------------------------------ | ------- | ----------------------- | ------------------------ | ----- | ---------------- | ---------------- |
| 1   | Kansler                                                            |         | Olaf Scholz             | SPD                      |       | 8. december 2021 | Siddende         |
| 2   | Vicekansler Økonomi- og klimaminister                              |         | Robert Habeck           | De Grønne                |       | 8. december 2021 | Siddende         |
| 3   | Finansminister                                                     |         | Christian Lindner       | FDP                      |       | 8. december 2021 | 6. november 2024 |
| 4   | Udenrigsminister                                                   |         | Annalena Baerbock       | De Grønne                |       | 8. december 2021 | Siddende         |
| 5   | Indenrigsminister                                                  |         | Nancy Faeser            | SPD                      |       | 8. december 2021 | Siddende         |
| 6   | Justitsminister                                                    |         | Marco Buschmann         | FDP                      |       | 8. december 2021 | 7. november 2024 |
| 7   | Arbejds- og socialminister                                         |         | Hubertus Heil           | SPD                      |       | 8. december 2021 | Siddende         |
| 8   | Forsvarsminister                                                   |         | Christine Lambrecht     | SPD                      |       | 8. december 2021 | Siddende         |
| 9   | Fødevare- og landbrugsminister                                     |         | Cem Özdemir             | De Grønne                |       | 8. december 2021 | Siddende         |
| 10  | Familie-, ældre-, kvinde- og ungdomsminister                       |         | Anne Spiegel            | De Grønne                |       | 8. december 2021 | Siddende         |
| 11  | Sundhedsminister                                                   |         | Karl Lauterbach         | SPD                      |       | 8. december 2021 | Siddende         |
| 12  | Digitaliserings- og trafikminister                                 |         | Volker Wissing          | FDP fra 7.11.24 partiløs |       | 8. december 2021 | Siddende         |
| 13  | Miljø-, naturbeskyttelses-, nuklearsikkeheds- og forbrugerminister |         | Steffi Lemke            | De Grønne                |       | 8. december 2021 | Siddende         |
| 14  | Uddannelses- og forskningsminister                                 |         | Bettina Stark-Watzinger | FDP                      |       | 8. december 2021 | 7. november 2024 |
| 15  | Minister for økonomisk samarbejde og udvikling                     |         | Svenja Schulze          | SPD                      |       | 8. december 2021 | Siddende         |
| 16  | Bolig-, byudviklings- og byggeriminister                           |         | Klara Geywitz           | SPD                      |       | 8. december 2021 | Siddende         |
| 17  | Minister for særlige opgaver                                       |         | Wolfgang Schmidt        | SPD                      |       | 8. december 2021 | Siddende         |